# Анеканта-вада
Анеканта-вада (санскр. अनेकान्तवाद, IAST: anekāntavāda, букв. «учение о не-исключительности») — основной принцип джайнизма, утверждающий, что реальность воспринимается по-разному в зависимости от точки зрения на неё, и никакая из точек зрения на реальность не является абсолютно истинной. Джайнизм постулирует, что только кевали — обладатели бесконечного знания — знают истину в полной мере, в то время как другие существа могут знать её только частично. В общем смысле анекантавада сходна с принципами доктрины субъективизма западной философии.
Таким образом, анеканта-вада проповедует своим последователям уважение к взглядам и верованиям других: не следует отвергать какую-либо точку зрения только из за того, что она воспринимает окружающее под другим углом; следует считать, что и другие ви́дения могут содержать в себе истину.
По своей сущности анеканта-вада в некотором смысле расширяет рамки джайнизма, так как любая система философских воззрений, включая и сам джайнизм, определённым образом ограничивает восприятие реальности своими условностями и догматикой. В этом смысле анеканта-вада обнаруживает черты, схожие с европейским релятивистским мировоззрением.